# Bo Hörnelius
Bo Anders Hörnelius, född 6 juni 1939 i Sankt Görans församling i Stockholm, död 14 september 2020 i Göteborg, var en svensk skådespelare. 
Hörnelius medverkade i ett antal filmer mellan 1976 och 1983, bland annat i rollen som vaktkonstapel i Lyftet från 1978. Han var gift med skådespelaren Maria Hörnelius.
Bo Hörnelius är gravsatt i minneslunden på Kvibergs kyrkogård i Göteborg.

## Filmografi
- Det löser sig (1976)
- Lyftet (1978)
- Sista budet (1981)
- Nilla (1983)